# Nobuyuki Shiina
Nobuyuki Shiina (japanisch 椎名 伸志 Shiina Nobuyuki; * 15. Oktober 1991 in Sapporo) ist ein japanischer Fußballspieler.

## Karriere
Shiina erlernte das Fußballspielen in der Schulmannschaft der Aomori Yamada High School und der Universitätsmannschaft der Ryūtsū-Keizai-Universität. Seinen ersten Vertrag unterschrieb er 2014 bei Matsumoto Yamaga FC. Der Verein spielte in der zweiten japanischen Liga, der J2 League. 2014 wurde er mit dem Verein Vizemeister der zweiten Liga und stieg in die erste Liga auf. Für den Verein absolvierte er 19 Ligaspiele. Von Juli 2015 bis Saisonende 2016 wurde er an den Drittligisten Kataller Toyama nach Toyama ausgeliehen. Nach Ende der Ausleihe wurde er von Kataller am 1. Februar 2017 fest unter Vertrag genommen. Am Ende der Saison 2024 belegte er mit dem Verein den dritten Platz und qualifizierte sich für die Aufstiegsspiele. Hier spielte man im Finale gegen Matsumoto Yamaga 2:2-Unentschieden. Da Katallar in der regulären Spielzeit den dritten Platz belegte, stieg man in die zweite Liga auf.